# Turcomenistão nos Jogos Olímpicos de Verão de 2000
A Turcomenistão participou dos Jogos Olímpicos de Verão de 2000 em Sydney, Austrália.